# 野間賢之助

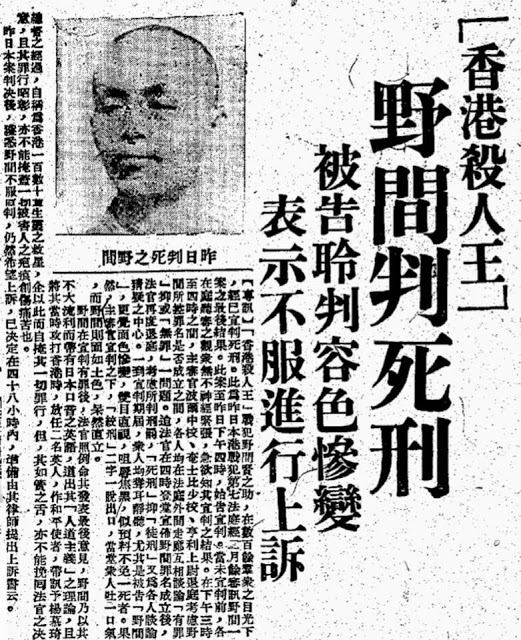
野間賢之助被判死刑

野間賢之助（日语：／ Noma Kennosuke；1896年2月19日—1947年5月27日），日本陸軍大佐（上校），於1941年12月25日至1945年1月18日香港日佔時期擔任香港憲兵隊隊長（警務機構首長），期間虐待以及濫殺大量無辜市民，以致其得「殺人王」之稱號。野間賢之助於大日本帝國無條件投降後被審判為戰爭罪犯，於1946年被判處死刑，於翌年5月問吊。

## 簡歷

### 香港憲兵隊隊長
1941年12月香港保衛戰爆發，英屬香港政府賦予香港警務處憲兵地位，協助駐港英軍及皇家香港軍團保衛香港。同年12月25日，香港政府投降，香港淪陷，時任警務處處長俞允時與其他歐裔警官及高級警官被日本皇軍囚禁在赤柱集中營，至此香港警務處正式由日本人掌管及直接控制，改名為香港憲兵隊，警務處處長亦相應改名為憲兵隊隊長，由野間賢之助擔任。
當時，大部分華裔人員仍然遵從訓令，於局勢稍為平穩時返回所屬差館報到，繼續穿上軍裝當差。時而，警察被改名為憲查，亦即憲兵，制服亦都改變，香港警察徽章被轉換成顆五角星。制服左臂掛上了寫有憲查編號的臂章，胸前掛上寫有隸屬的憲兵部及憲查編號的布塊。高級的憲查制服為白色，穿長筒靴，腰佩軍刀。當時，憲查每當遇見日本皇軍軍人，均需要以日語說「辛苦了！」。此外，日本皇軍在廣州、東莞及寶安縣等地方，帶來了華籍的保安隊隊員，作為憲查的臨時上司。兩個月後，局勢被日本全然掌控後，保安隊隊員被遣散返回中國。大日本帝國對香港施行軍法統治，以致當時斗膽犯案之徒極少。如果被逮捕，疑犯被帶返差館紀錄後，就會被押解返回犯案現場處決。

### 受審和處決
日本無條件投降後，香港根據《波茨坦宣言》設立了香港軍事法庭進行了乙及丙級戰犯的審判事務，當中又分開為英國法庭（1946年4月8日至1948年12月10日）和澳洲法庭（1947年11月24日至1948年12月13日），分別審判香港在日本皇軍統治期間的戰爭罪犯及周邊各地的日本皇軍戰爭罪犯，而當中的英國法庭就是主要處理有關於野間賢之助所領導的香港憲兵隊的案件。
香港軍事法庭開庭審判戰爭罪犯時，野間憲之助的案件被列為第17號立案，起訴書的要點寫到：「自1941年12月25日至1945年1月18日期間，作為香港憲兵隊隊長，負有維持公共治安、監督憲兵隊員、管理拘留所的責任，但卻參與虐待香港市民，導致許多人死亡，指揮日軍違法殺人，並給大量無辜香港市民造成肉體痛苦，因此犯下戰爭罪行。」最後於1946年12月25日聖誕節被判處死刑，並於翌年5月27日於赤柱監獄問吊。

## 相關參見
- 日本侵華
- 日本憲兵
- 香港保衛戰
- 香港日佔時期
- 香港警察歷史
- 香港重光
- 無條件投降

| 政府职务        | 政府职务                      | 政府职务        |
| --------------- | ----------------------------- | --------------- |
| 前任： （首任） | 香港憲兵隊隊長 1941年至1945年 | 繼任： （末任） |